# ブラマプトラ川
ブラマプトラ川（ブラマプトラがわ、英：Brahmaputra River, ヒンディー語：ब्रह्मपुत्र Bramhaputra、アサッム語:ব্ৰহ্মপুত্ৰ নদ）は、チベットに発しバングラデシュでガンジス川と合流し、ベンガル湾へ注ぐ河川である。チベットではヤルンツァンポ川（表記によってはヤル・ツアンポー川とも。チベット語：ཡར་ལུང་གཙང་པོ་ Yar-lung gTsang-po, 中国語：雅魯藏布江）、バングラデシュではジョムナ川（英：Jamuna River, ベンガル語：যমুনা Jomuna）と呼ばれている。

## 語源
ブラマプトラは「ブラフマーの息子（プトラ）」の意味。

## 流域
全長2,900km。源流はヒマラヤ山脈の北側で、マーナサローワル湖から流れでてチベット高原南部を東進した後ヒマラヤ山脈東端をかすめ南下、インドのアッサム州を西へ向け横断、ガンジスに合流する。その合流点では世界最大の広大な三角洲を形成している。中流から下流域にかけて堆積平野が広がり、主に農業が営まれる。雨季にはしばしば氾濫し、氾濫のためにできた沼沢地や池が残る。

## 自然環境
流域にはインドサイの生息地であるインドのカジランガ国立公園があり、ユネスコの世界遺産に登録されている。

## 探検史
チベット地域を流れるツアンポー川はチベットを横断した後ナムチャバルワ(7,782m)とギャラペリ(7,294m)の間の峡谷部で大きく南に流れを旋回させる(ツアンポー川の大屈曲部)。この川がヒマラヤの山中に姿を消した後、どこに流れるかは長らく謎であった。当時のアッサムの測量責任者であったヘンリー・ジョン・ハーマン（英: Henry John Harman）はネム・シン(Nem Singh)とキントゥプに峡谷を探検させた。1884年キントゥプはペマコチュン（Pemako Chung）まで到達後、ツアンポー川がアッサムに流れこむことを証明するために印をつけた500本の丸太を川に流したが、ハーマンは病気のためインドを去っており、流された丸太を発見し証明することはできなかった。
キントゥプの報告書には45mの大滝があるとの記述があったが、キントゥプは文字が書けず、口話での報告を書類にまとめる際に誤って解釈されたものだった。ツアンポー渓谷の標高とアッサムの標高との比較からすればこの間に1000m以上も標高を落としており滝があっても不思議はないと思われた。ここからツアンポー峡谷の大滝の伝説が生まれた。
1913年 フレデリック・M・ベイリーの探検によりツアンポー川がアッサムに流れ込みブラマプトラ川となることを証明した。
1924年 フランク・キングドン＝ウォード(英: Frank Kingdon-Ward)、コーダー卿が峡谷の無人地帯を突破しふたつの滝を発見。峡谷の残りの空白部は5マイルであると報告した。空白地帯の上流部に虹の滝、下流部にプラマプトラの滝を報告。
1993年 イアン・ベイカー（英: Ian Baker）がキングドン＝ウォード以来となる無人地帯の踏破に成功した。同年ブリーシヤーズが空白地帯上流部の虹の滝からすぐ先に新たに幻の滝を発見。
2002年 角幡唯介が未踏査部を探検。新たに未知の滝と巨大洞穴を発見した。

## 水利権をめぐる争い
2013年、上流側の中国ではダムを3基設置することを発表。これに対して下流のインド側メディアは、流量の減少といった懸念を表明している。

## 関連項目

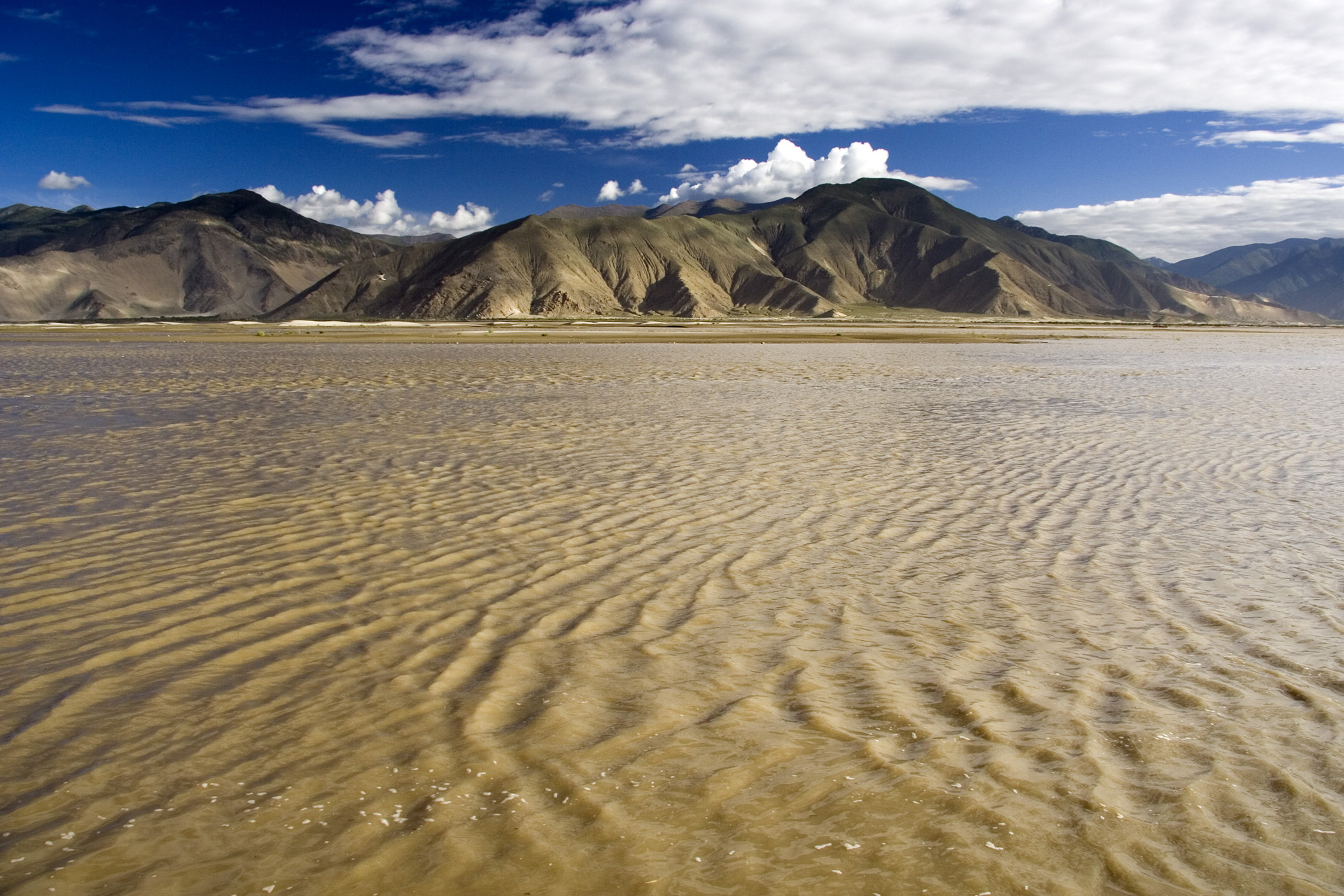
チベットのヤルンツァンポ川
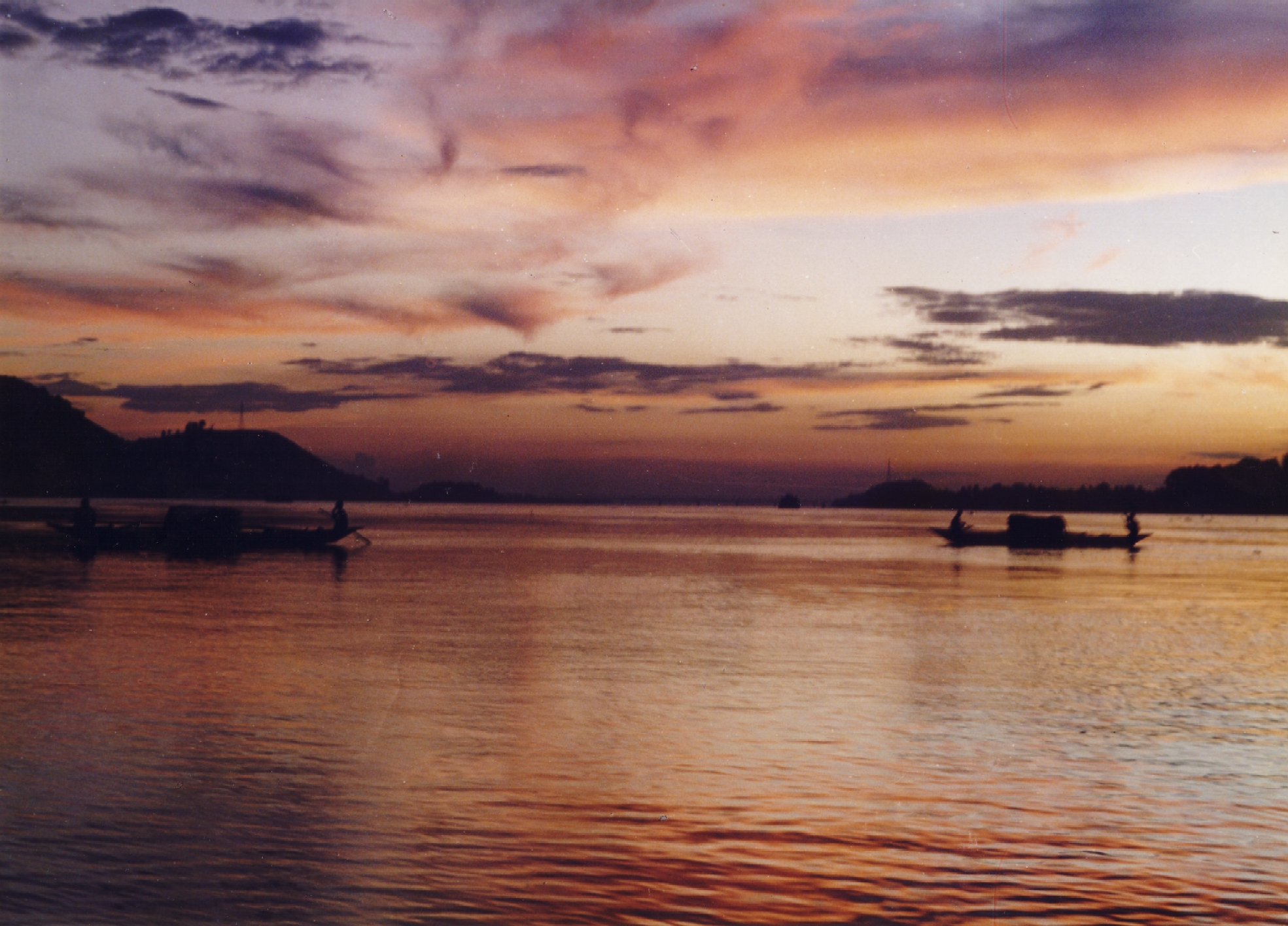
インドグワーハーティーのブラマプトラ川